# Binali Yıldırım
Binali Yıldırım, född 20 december 1955 i Refahiye i Erzincan, är en turkisk politiker och från 2016 till 2018 den 27:e och tidigare premiärministern i Turkiet. Han var även ledare för Rättvise- och utvecklingspartiet (AKP) 2016–2017. Han var tidigare minister för transport, sjöfart och kommunikation nästan oavbrutet 2002–2013 och 2015–2016. Under 2014 och 2015 tjänstgjorde han som rådgivare till president Erdoğan.

### Fotnoter
1. ↑  ”Turkiet får ny premiärminister” (på svenska). Dagens nyheter. 20 maj 2016. http://www.dn.se/arkiv/varlden/turkiet-far-ny-premiarminister/. Läst 11 april 2017.
2. ↑  ”Ny ledare för AKP i Turkiet” (på svenska). Dagens nyheter. 22 maj 2016. http://www.dn.se/nyheter/varlden/ny-ledare-for-akp-i-turkiet/. Läst 11 april 2017.